# Chaussure de sécurité
 (août 2013).
Si vous disposez d'ouvrages ou d'articles de référence ou si vous connaissez des sites web de qualité traitant du thème abordé ici, merci de compléter l'article en donnant les références utiles à sa vérifiabilité et en les liant à la section « Notes et références ».

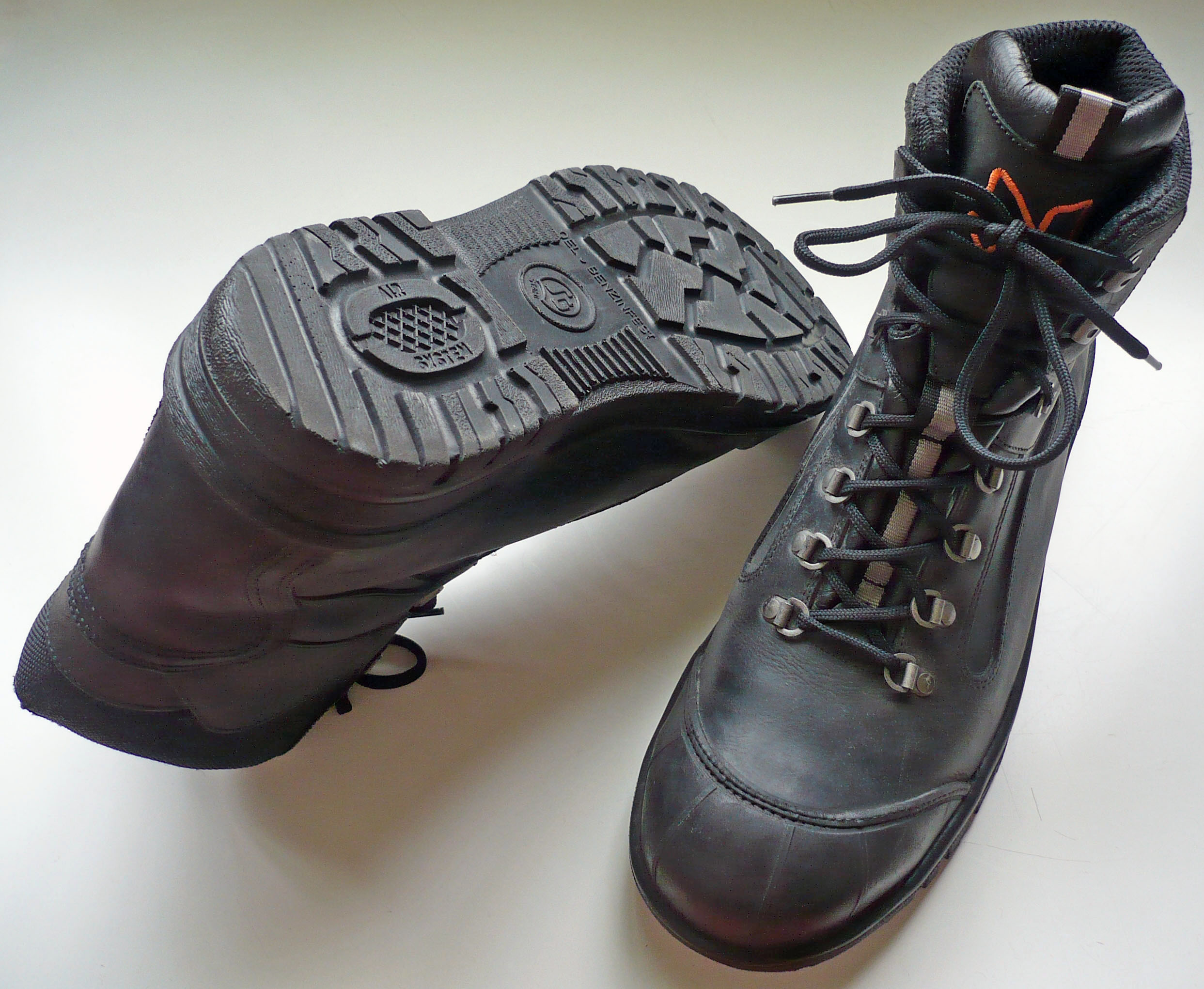
Des chaussures de sécurité catégorie S3.

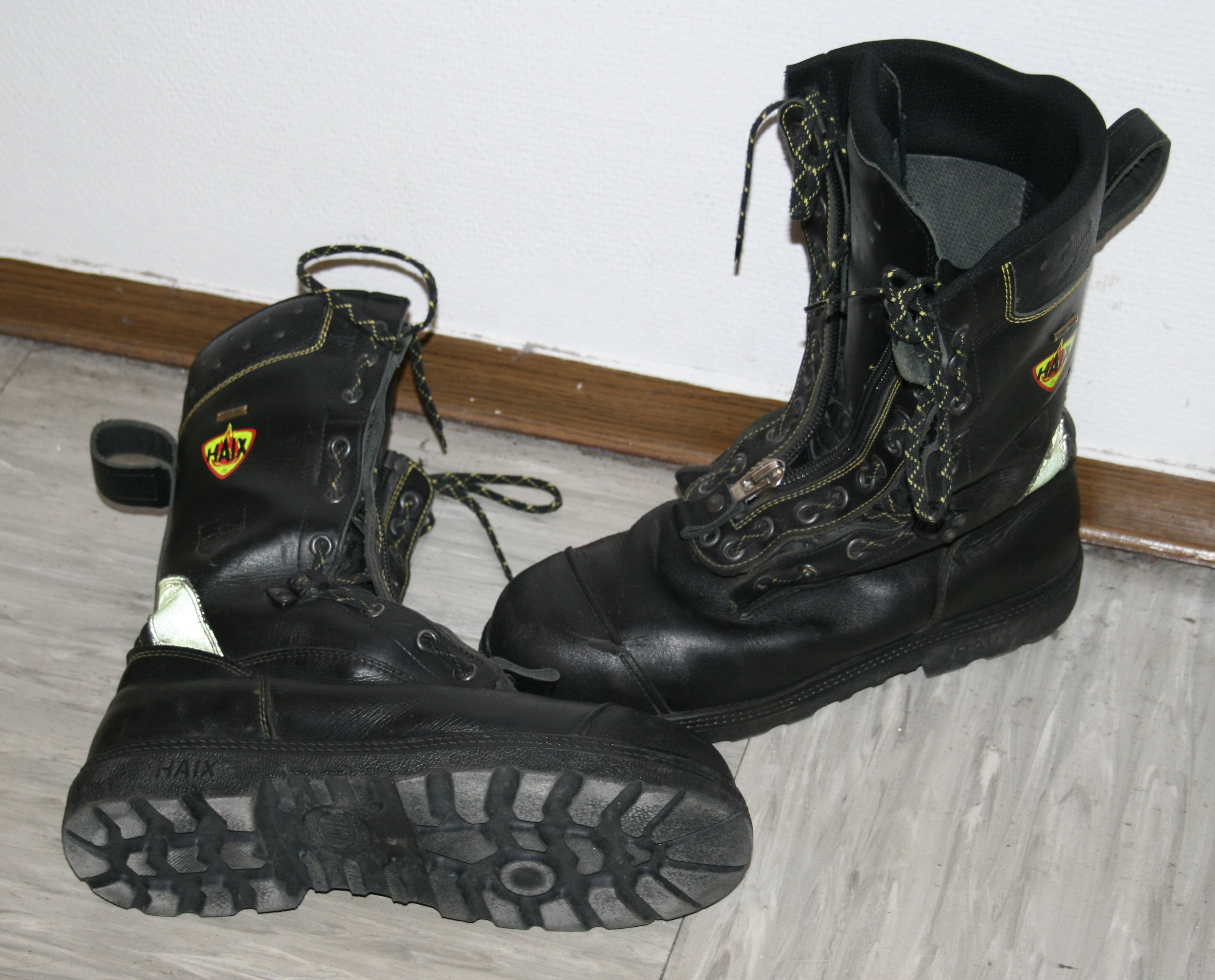
Des chaussures de pompier.

Les chaussures de sécurité sont des chaussures conçues pour protéger les pieds, voire les chevilles et mollets, contre différents risques de nature électrique, chimique, mécanique, thermique, etc. 

## Domaines d'utilisation
Les chaussures de sécurité doivent respecter un certain nombre de contraintes selon le domaine d'utilisation :
- bout à coquille (métallique, plastique ou composite) s'il y a un risque de chute d'objet lourd ;
- semelle renforcée de matériau anti-perforation (métal ou composite) s'il y a un risque de présence de copeaux métalliques ;
- résistance au feu, à la chaleur si nécessaire ;
- semelle anti-dérapage s'il y a un risque d'épandage d'huile, pétrole, etc. ;
- protection du dessus du pied et éventuellement de la cheville voire du mollet (bottes, rangers) contre les coupures ;
- maintien éventuel de la cheville (risque d'entorses) ;
- caractéristiques électriques (anti-électrostatique).

Dans le milieu médical ou les cuisines collectives, les chaussures doivent faciliter l'hygiène, et répondre à certaines normes anti glisse : Carrelage humide ou gras des cuisines, sol mouillé des cliniques voire faïence de salle de bains en accompagnant les patients à la douche : Le choix des chaussures de sécurité est important et doit se faire selon des critères bien spécifiques.
Dans le milieu médical, certains sabots sont stérilisables en autoclave.
Critères de choix de chaussures de sécurité
Chaque métier possède ses contraintes en matière de protection, qui peuvent être physiques, mécaniques, chimiques, biologiques. Ces contraintes et risques spécifiques nécessitent de choisir des chaussures adaptées.
En exemple, un ouvrier du BTP travaillant sur un chantier, doit protéger ses pieds contre la chute de matériaux, d'outils. Il devra donc choisir des chaussures coquées. Selon l'exposition aux risques, l'ouvrier doit ensuite prendre des chaussures dont l'embout de protection résiste soit à une énergie de 200 J soit à une énergie de 100 J (respectivement EN ISO 20346:2014 et EN ISO 20344:2011). Cette analyse doit être faite pour tous les risques liés au métier de l'utilisateur.
D'autres facteurs non liés à la santé et la protection de l'utilisateur peuvent ensuite intervenir, comme le confort et l'esthétique de la chaussure.

### Obligation légale de l'employeur
L’employeur doit assurer ses responsabilités et respecter ses obligations vis-à-vis de ses salariés.
En plus de la protection collective prioritaire, la directive instaure une obligation de santé et de sécurité.

## Normes
Il existe trois normes, de sécurité, notées : « S », « P » ou « O » :
- S : norme NF EN ISO 20345 : chaussures de sécurité ayant un embout résistant à une énergie de choc de 200 joules;
- P : norme NF EN ISO 20346 : chaussures de protection ayant un embout résistant à une énergie de choc de 100 joules;
- O : norme NF EN ISO 20347 : chaussures de travail sans coquille.

6 catégories de protection sont décrites dans chaque norme (sauf pour la norme ISO 20347 n'en contenant que 5).

### Liste des normes européennes
Les caractéristiques des diverses chaussures de sécurité sont codifiées comme suit :

A : Chaussure de sécurité antistatique

E : Absorption du choc dans la zone du talon de la chaussure de sécurité

FO : Chaussure de sécurité avec semelle résistante aux hydrocarbures

P : Chaussure de sécurité avec semelle anti-perforation (acier ou matériau composite)

HRO : Chaussure de sécurité avec semelle de contact résistante à la chaleur pour contact

CI : Chaussure de sécurité avec isolation au froid

HI : Chaussure de sécurité avec isolation à la chaleur

WR : Chaussure de sécurité hydrofuge

WRU : Chaussure de sécurité tige hydrofuge

M : Chaussure de sécurité avec protection métatarsienne

CR : Chaussure de sécurité avec tige qui résiste à la coupure

La norme EN ISO 20345: 2004 correspondant aux chaussures de sécurité avec résistance au choc de 200 joules, fixe les différentes catégories :

SB

S1 = A + FO + E

S1P = A + FO + E + P

S2 = A + FO + E + WRU

S3 = A + FO + E + WRU + P

S4 = A+ FO + E + résistance à l'eau

S5 = A + FO + E + P + résistance à l'eau

La norme EN ISO 20347: 2004 correspondant aux chaussures de sécurité sans embout de protection, fixe les différentes catégories :

OB

O1 = A + E

O1P = A + E + P

O2 = A + E + WRU

O3 = A + E + WRU + P

O4 = A + E + résistance à l'eau

O5 = A + E + P + résistance à l'eau

## Tableau de synthèse
| EN 345       | EN 346 | EN 347 | Sol glissant | Humidité | Antiperforation | Attaque acide |
| ------------ | ------ | ------ | ------------ | -------- | --------------- | ------------- |
| SB (de base) | PB     | OB     |              |          |                 |               |
| S1           | P1     | O1     | Oui          |          |                 |               |
| S1P          |        |        | Oui          |          | Oui             |               |
| S2           | P2     | O2     | Oui          | Oui      |                 |               |
| S3           | P3     | O3     | Oui          | Oui      | Oui             |               |
| S4           | P4     | O4     | Oui          | Oui      |                 | Oui           |
| S5           | P5     | O5     | Oui          | Oui      | Oui             | Oui           |